# Conseil supérieur des oulémas
Le Conseil supérieur des oulémas est une institution du Maroc créée en 1981 ayant pour but d'appuyer la politique religieuse musulmane du Maroc. En 2009, le roi Mohammed VI s'est adressé au conseil en ces termes « Nous attendons d’eux qu’ils puissent, avec l’aide et l’appui de Dieu, et avec l’efficience et la constance escomptées, mener à bonne fin la mission que Nous leur avons confiée en matière de prêche, de sensibilisation et d’orientation ».

## Histoire du rôle des oulémas
Les oulémas ont historiquement eu une importante politique significative au Maroc bien que jamais réellement organisé en tant que corps. 
Au fil des années, le rôle des oulémas en tant que contre-pouvoir s'est réduit de plus en plus. Le conseil des oulémas est une conséquence directe de leur rôle historique.

## Le conseil des oulémas aujourd'hui
Créé en 1981, le conseil des oulémas ne s'est jamais réuni avant les années 2000. 
En mai 2004, sa composition est modifiée avec la nomination d'une femme et de membres qui ne sont pas exclusivement présidents de conseils d'oulémas locaux.
Le Conseil supérieur des oulémas apparaît pour la première fois dans la constitution avec l'article 41 de la Constitution marocaine du 1er juillet 2011. Présidé par le roi du Maroc, il a le monopole des « consultations religieuses (fatwas) devant être officiellement agréées ». 
Il a lieu pendant des institutions semblables existant dans d'autres pays d'Afrique francophone : le Haut conseil islamique d'Algérie et de Mauritanie, le conseil des ulémas de République des Comores, etc. .
En avril 2013, une fatwa du Conseil supérieur des oulémas affirmant que le musulman qui apostasie mérite la peine de mort est révélée par le quotidien Akhbar Al Youm. Rédigée en avril 2012 en réponse à une demande du ministère des Habous, la fatwa est reprise dans un recueil publié en 2013.
En 2022, la diffusion du film La Dame du Paradis est interdite au Maroc, après la condamnation du film par le Conseil supérieur des oulémas.